# Песет, Хуан Антонио
Хуан Антонио Песет (исп. Juan Antonio Pezet; 11 июня 1809, Лима — 24 марта 1879, Лима) — перуанский военный и политический деятель, занимал посты премьер-министра, вице-президента и президента республики Перу с 1863 по 1865 год.

## Биография
Хуан Антонио Песет родился в столице в городе Лима 11 июня 1809 года в семье доктора Хосе Песет Монеля, перуанского врача, журналиста, писателя и парламентария, одного из героев войны за независимость Перу. Дед Хуана Антонио Песеты был французским переселенцем прибывшим в Перу в 1765 году.
В детстве Песет недолгое время обучался в иезуитском колледже Сан-Карлоса. Когда войска Хосе де Сан Мартина с освободительной армией вынудили покинуть Лиму испанского вице-короля в 1821 году Хуан Антонио Песет в двенадцатилетнем возрасте присоединился к армии освободителей в звании подпоручика. В 1823 году он получил звание лейтенанта, и под командованием Боливара и Сукре участвовал в сражениях при Хунин и при Аякучо.
Звание капитана Песет получил в 1828 году. В 1835 году в звании полковника участвовал в войне против Перу-боливийской конфедерации на стороне Августина Гамарры с целью восстановления суверенитета Перу.
В 1862 году Песет был выбран вице-президентом Перу, при президенте генерале Мигеле де Сан-Романе. В 1863 году, после смерти президента Сан-Романа и краткого правления временных Кастильи и Диаса Консеки, Хуан Антонио Песет стал президентом республики Перу.

## Президентство
Самое важное событие случившееся во время правления Песеты это развязавшаяся Война с Испанией пытавшейся вернуть себе бывшие колонии в Южной Америке.
14 апреля 1864 года, так и не предъявив ультиматум, как того требовали полученные Салазаром-и-Масаредо инструкции, испанская эскадра покинула рейд Кальяо и высадила десант на островах Чинча. Острова представляли огромную ценность для Перу — экспортные пошлины на добывавшееся на островах гуано составляли более 60 % доходов государственного бюджета страны. Перуанские рабочие были изгнаны с острова, находящиеся на рейде суда захвачены, и над островами был поднят испанский флаг.
Хосе Антонио Песет, был вынужден был вступить в осторожные переговоры с испанцами; газеты тех лет критиковали его за нерешительность, называя «современным Атауальпой». Однако в тот момент перуанский флот находился в плачевном состоянии — в его составе были лишь фрегат «Амасонас» и шхуна «Тумбес-и-Лоа». Они не могли оказать испанской эскадре серьёзного сопротивления. Поэтому, желая выиграть время, Песет послал в Европу полковника Франсиско Болоньези Сервантеса для приобретения кораблей и вооружения. Результатом этой поездки была покупка кораблей «Уньон» (исп. Unión, «Союз»), «Америка», «Уаскар» (исп. Huáscar) и «Индепенденсиа» (исп. Independencia, «Независимость»); правда, последние два прибыли в Тихий океан уже после окончания военных действий.
Начатые Песетом переговоры потерпели крах. Тем временем испанская группировка была усилена кораблями «Королева Бланка» (исп. Reina Blanca), «Беренгела» (исп. Berenguela), «Вилья де Мадрид» (исп. Villa de Madrid) и броненосцем «Нумансия» (исп. Numancia). Во главе эскадры встал прибывший с подкреплением из Испании вице-адмирал Хосе Мануэль Пареха, бывший морской министр Испании.
Боевые действия начались 25 января 1865 года: эскадра блокировала Кальяо и потребовала в течение 24 часов принять все условия испанцев.
Опасаясь худшего, Песет поспешил подписать договор Виванко—Пареха. Договор был подписан на борту корабля «Вилья де Мадрид» (Мануэль Игнасио Виванко представлял на переговорах перуанское правительство). В соответствии с договором Перу признавало испанского посланника Салазара-и-Масаредо и обязалось выплатить Испании 3 млн песо в качестве компенсации расходов; в обмен Испания возвращала Перу острова Чинча.
Подписание этого договора не нашло широкого понимания в перуанском обществе. Большинство перуанцев считало договор унизительным для страны, в Перу начались народные волнения. Отсутствие какой либо реакции Песеты на это привело к ещё большему негодованию народа, в результате приведшему к многомесячному противостоянию и массовым волнениям закончившимся революцией возглавленной генералом Мариано Игнасио Прадо который в результате отстранил президента Песету от власти 6 ноября 1865 года.